# Edogawa Rampo
Edogawa Rampo (japanisch 江戸川 乱歩), eigentlich Hirai Tarō (平井 太郎; * 21. Oktober 1894 in Nabari, Honshū; † 28. Juli 1965) war ein bekannter japanischer Autor und Literaturkritiker. Er gilt als der Begründer des modernen japanischen Kriminalromans. Die Hauptperson in seinen Kriminalgeschichten war meist der von ihm erfundene Detektiv Akechi Kogoro (明智小五郎).

## Leben
Edogawa wurde als Sohn einer reichen Familie geboren. Sein Vater leitete eine große Firma, so dass er in seiner Jugend keine finanziellen Sorgen kannte. Von 1912 bis 1916 studierte er Volkswirtschaftslehre an der Waseda-Universität. Danach hielt er sich mit verschiedenen Jobs über Wasser. Später eröffnete er mit Freunden einen eigenen Bücherladen, in dieser Zeit heiratete er auch.
In seiner Jugend las Edogawa viele Romane und Geschichten und war ein großer Bewunderer von Edgar Allan Poe. Sein Pseudonym Edogawa Rampo ist an die japanische Aussprache von Edgar Allan Poe angelehnt – gleichzeitig können die verwendeten Schriftzeichen aber auch als „Spaziergang entlang des Edogawa“ verstanden werden. Neben Poe prägten ihn auch die Krimiautoren Maurice Leblanc und Arthur Conan Doyle. 1923 debütierte er mit seinem Roman „Zwei Groschen“ (二銭銅貨, Nisen Dōka), der wenig später unter seinem Pseudonym Edogawa Rampo veröffentlicht wurde und die erste große Erfolgsära des japanischen Kriminalromans einleitete.
Ab den 1920ern begann er zunehmend bizarre Elemente in seine Handlungen einzubauen, wie in Der Sesselmann (人間椅子, Ningen Isu) von 1925 über einen hässlichen Sesselmacher, der einen hohlen Sessel erschafft, in dessen Innerem er sich versteckt, um die Körper insbesondere von Frauen auf ihm zu fühlen, oder Mōjū (盲獣; verfilmt als Die blinde Bestie) von 1931 über einen blinden Bildhauer, der eine Sängerin entführt, in einem Kerker aus Menschenteilen einsperrt und zerstückelt. Mit derartigen Geschichten gehörte er zu den Begründern der literarischen Bewegung des eroguro nansensu (erotisch-grotesker Nonsense). Mit Ausbruch des Zweiten Weltkriegs musste er das Schreiben derartiger Geschichten einstellen. Nach Kriegsende verfasste er hauptsächlich Detektivromane für Jugendliche.
Viele seiner Geschichten wurden ins Englische übersetzt, auf Deutsch wurden acht Geschichten in dem Buch Spiegelhölle veröffentlicht, darunter auch die in Japan zeitweise verbotene Geschichte Die Raupe. Mehrere seiner Romane wurden in Japan schon zu seinen Lebzeiten verfilmt.
Edogawa ist zudem als Herausgeber der Zeitschrift „Hōseki“ (宝石 Juwel), einer Zeitschrift für den Detektivroman, bekannt. Ihm zu Ehren wird auch alljährlich der Edogawa-Rampo-Preis für Kriminalliteratur verliehen.

## Trivia
Shin’ichi Kudō entlehnt in der Serie Detektiv Conan den Familiennamen seines Pseudonyms Conan Edogawa von Rampo Edogawa und den Vornamen von Sir Arthur Conan Doyle.
Nach dem Autor wurde der Hauptgürtelasteroid (10321) Rampo benannt.
Basierend auf Edogawas Werken entstand 2015 die Anime-Serie Rampo Kitan: Game of Laplace.

## Werke (Auswahl)
- Edogawa Rampo: Die Spiegelhölle. In: Klaus Kracht für die Mori Ogai Gedenkstätte der Humboldt-Universität Berlin (Hrsg.): Kleine Reihe. Band 6, 1998, ISSN 1435-0351, S. 53 (japanisch, Originaltitel: 鏡地獄. Übersetzt von Silke Bock, zweisprachig japanisch, deutsch).
- Spiegelhölle. Acht Erzählungen. JBOOK / MAAS Verlag. Berlin 2005. ISBN 3-929010-97-6. Enthält Zwei Versehrte (二廃人, nihaijin, 1924, übersetzt von Frank Böhling), Zwillinge (双生児, sōseiji, 1924, übersetzt von Frank Böhling), Der psychologische Test (心理試験, shinri shiken, 1925, übersetzt von Frank Böhling), Das rote Zimmer (赤い部屋, akai heya, 1925, übersetzt von Reiko Sato und Ingrid Schuster)[2], Der Sesselmann, (人間椅子, ningen isu, 1925, übersetzt von Martina Berlin), Spiegelhölle (鏡地獄, kagami jigoku, 1926, übersetzt von Frank Böhling), Die Raupe (芋虫, imomushi, 1929, übersetzt von Martina Berlin) und Auf der Klippe (断崖, dangai, 1950, übersetzt von Frank Böhling).